# Rushoon
Rushoon is een gemeente (town) in de Canadese provincie Newfoundland en Labrador. De gemeente ligt in het oosten van het schiereiland Burin aan de zuidkust van het eiland Newfoundland.

## Geschiedenis
In 1966 werd het dorp een gemeente met de status van local government community (LGC). In 1980 werden LGC's op basis van The Municipalities Act als bestuursvorm afgeschaft. De gemeente werd daarop automatisch een community om een aantal jaren later uiteindelijk een town te worden.

## Demografie
Demografisch gezien is Rushoon, net zoals de meeste kleine dorpen op Newfoundland, aan het krimpen. Tussen 1991 en 2021 daalde de bevolkingsomvang van 482 naar 229. Dat komt neer op een daling van 253 inwoners (-52,5%) in dertig jaar tijd.
| Jaar | Aantal inwoners | Verschil |
| ---- | --------------- | -------- |
| 1991 | 482             | –        |
| 1996 | 442             | -8,3%    |
| 2001 | 359             | -18,8%   |
| 2006 | 319             | -11,1%   |
| 2011 | 288             | -9,7%    |
| 2016 | 245             | -14,9%   |
| 2021 | 229             | -6,5%    |